# Marie Pyko
Marie Pyko (* 8. August 1993 in Koblenz) ist eine ehemalige deutsche Fußballspielerin.

## Karriere

### Vereine
Pyko begann ihre Laufbahn als Dreijährige beim SSV Biebernheim und wechselte 2006 zum TSV Emmelshausen, bei dem sie bis zur B-Jugend in einer Jungenmannschaft spielte. Im Sommer 2009 folgte der Wechsel zum SC 07 Bad Neuenahr. Ihr erstes Bundesligaspiel absolvierte sie am 11. Oktober 2009 (4. Spieltag) beim 3:0-Sieg im Heimspiel gegen den SC Freiburg, als sie in der 72. Minute für Yun Hee Cha eingewechselt wurde. Ihr erstes Bundesligator war der 1:0-Siegtreffer am 18. Oktober 2009 (5. Spieltag) im Auswärtsspiel gegen den FC Bayern München. Nach vier Jahren beim Bundesligisten SC 07 Bad Neuenahr verkündete sie am 16. April 2013 ihren Abgang. Am 9. Mai 2013 verkündete sie dann, dass sie zum norwegischen Toppserien-Verein Avaldsnes IL wechselt. Für Avaldsnes bestritt sie neun Ligapartien und erreichte 2013 das Finale im norwegischen Vereinspokal, wo man sich jedoch Stabæk IF geschlagen geben musste.
Im Februar 2014 kehrte Pyko nach Deutschland zurück und schloss sich dem Zweitligisten 1. FC Köln an. Am Saisonende 2014/15 gelang ihr mit der Mannschaft als ungeschlagener Meister der 2. Bundesliga Süd der Aufstieg in die Bundesliga.

### Nationalmannschaft
Am 4. September 2009 trug sie erstmals das Nationaltrikot, als sie mit der U17-Nationalmannschaft ein 0:0-Unentschieden gegen die Auswahl Islands erreichte. Mit dieser qualifizierte sie sich für die Europameisterschaft vom 22. bis 26. Juni 2010 in Nyon/Schweiz. Im Halbfinale, in der die Mannschaft mit 0:1 an der Auswahl Irlands aus dem Turnier schied, kam sie zu ihrem einzigen Turnierspiel.
Am 31. März 2011 spielte sie erstmals für die U19-Nationalmannschaft, die in Llanelli ein 1:1-Unentschieden gegen die Auswahl Wales erzielte. Vom 30. Mai bis 11. Juni 2011 nahm sie an der U19-Europameisterschaft teil und kam am 5. Juni im 3. Gruppenspiel, beim 2:1-Sieg über die Auswahl der Niederlande, und am 11. Juni, beim 8:1-Finalsieg über die Auswahl Norwegens, zum Turniereinsatz. Mit der U20-Nationalmannschaft nahm sie 2012 an der Weltmeisterschaft in Japan teil und wurde mit der Mannschaft Vizeweltmeisterin.

## Erfolge
- Meister 2. Bundesliga Süd 2014/15 und Aufstieg in die Bundesliga (mit dem 1. FC Köln)
- U20-Vizeweltmeisterin 2012
- U19-Europameisterin 2011
- Dritte der U17-Europameisterschaft 2010